# ميلتون رافائيل
ميلتون رافائيل (بالبرتغالية: Milton Raphael‏) هو لاعب كرة قدم برازيلي في مركز حراسة المرمى، ولد في 11 مايو 1991 في فولتا ريدوندا في البرازيل. لعب مع بوتافوغو ريغاتاس ونادي الجيل السعودي.

## وصلات خارجية
- ميلتون رافائيل على موقع قاعدة بيانات كرة القدم.إي يو (الإنجليزية)
- ميلتون رافائيل على موقع Soccerway.com (الإنجليزية)